# Hradisko (221 m)
Hradisko (něm. Burgstall; 221 m n. m.) je kopec v Olbramovické pahorkatině na katastru zaniklé obce Mušov, dnes součásti obce Pasohlávky v okrese Brno-venkov. Nachází se zde římská vojenská pevnost z konce 2. století našeho letopočtu. Tato archeologická lokalita je chráněna jako kulturní památka České republiky. Na východním svahu kopce se rozkládají vinice.